# Basílides de Astorga
Basílides fue un eclesiástico hispanorromano, obispo libelático de León y Astorga a mediados del siglo III.
Las únicas noticias históricas acerca de este personaje proceden de la epístola n.º 68 del obispo Cipriano de Cartago. 
Según ésta, hacia el año 249 Basílides era obispo católico de la diócesis de Astorga, que por aquel entonces incluía el territorio de la actual sede de León. En enero del 250, siendo procónsul Aspasio Paterno, el emperador Decio promulgó un edicto decretando la persecución contra los cristianos y Basílides, «estimando en más la salud perecedera del cuerpo que la del alma perpetua», adquirió un libellus, un documento expedido por las autoridades romanas por el que su poseedor, a cambio de una cantidad económica, quedaba exento de la persecución. 
El gesto de Basílides estaba reputado como un grave delito por la comunidad cristiana: el libelático no estaba obligado a adorar a los dioses paganos, pero negaba a Cristo cuando debiera confesar su religión, y no siendo perseguido por los que acosaban a los cristianos, quedaba fuera de éstos en el concepto público. 
Por las mismas fechas el obispo Marcial de Mérida se hallaba en la misma situación.
Habiendo caído enfermo, Basílides renegó de Dios, pero tras arrepentirse aceptó recibir la eucaristía como lego y acatar la decisión de los prelados que entendían en su proceso canónico. Los obispos comarcanos designaron a Sabino como nuevo obispo de Astorga; Basílides, ofendido por su destitución, reclamó al papa Esteban I, y ocultándole subrepticiamente los detalles de su deposición, consiguió que le fuese restituida la diócesis. 
Los obispos que habían entendido en la causa y los feligreses de la diócesis asturicense, sorprendidos por la decisión papal, apelaron a los obispos del norte de África; Cipriano de Cartago reunió un concilio de 36 obispos en el que se determinó la expulsión de Basílides y Marcial. Se desconoce el destino de ambos; se supone que la Santa Sede, mejor informada de los detalles, dio la razón a los obispos africanos y mantuvo a Sabino en la cátedra episcopal.